# Krásné (okres Chrudim)
Obec Krásné se nachází v okrese Chrudim, kraj Pardubický asi 4 km jihozápadně od Nasavrk v oblasti CHKO Železné hory. Žije zde 144 obyvatel.

## Historie
Oficiální první zmínka o obci pochází z roku 1329. Některé prameny uvádějí i rok 1120 společně se zmínkou o klášteře ve Vilémově, který sehrál významnou roli v osídlování v tohoto kraje.
Počátkem 18. století byl v Krásném postaven dřevěný kostel, který byl již roku 1783 zrušen na základě výnosů císaře Josefa II. Z původního kostela zůstal do současné doby zachován pouze oltář sv. Anny, který je umístěn v Bojanově. Ze sakrálních staveb zde najdeme dřevěnou zvoničku a kamenný křížek. Ve vsi zůstalo dochováno několik původních zděných usedlostí i zajímavé zděné domky se samostatnými výměnky a zdobenými fasádami.

## Zajímavosti
Asi 1 km západně od obce se nachází vrch Krásný dosahující nadmořské výšky 614 m, na jeho vrcholu je vztyčen 182 m vysoký Vysílač Krásné. Na západním svahu tohoto vrchu směřujícího do malebného údolí řeky Chrudimky leží přírodní památka Vršovská olšina, kde se v nadmořské výšce 558–588 m nachází zajímavá podmáčená olšina s mnoha prameništi a s hojným výskytem bledule jarní.

## Části obce
- Krásné
- Chlum
- Polánka